# 赛讷维尔
赛讷维尔（法語：Sainneville，法語發音：[sɛnvil]），亦称塞纳河畔赛讷维尔（Sainneville-sur-Seine，[sɛnvil syʁ sɛn]），是法国滨海塞纳省的一个市镇，属于勒阿弗尔区。

## 地理
赛讷维尔（49°33'24"N, 0°17'14"E）面积6.97 平方千米，位于法国诺曼底大区滨海塞纳省，该省份为法国北部沿海省份，其西部及北部濒大西洋英吉利海峡，东起顺时针与索姆省、瓦兹省、厄尔省和卡爾瓦多斯省接壤。
与赛讷维尔接壤的市镇（或旧市镇、城区）包括：埃普勒托、埃坦于、马内格利斯、圣洛朗德布雷沃当。
赛讷维尔的时区为UTC+01:00、UTC+02:00（夏令时）。

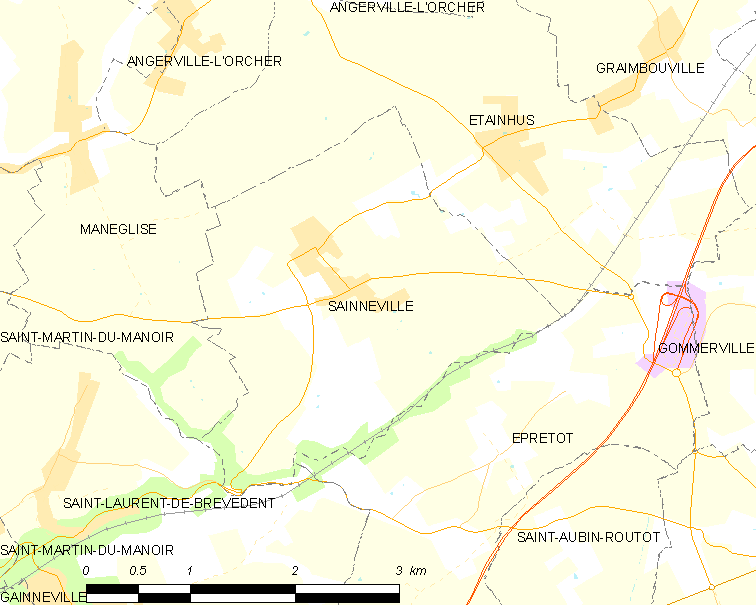
赛讷维尔的OSM定位图

## 行政
赛讷维尔的邮政编码为76430，INSEE市镇编码为76551。

## 政治
赛讷维尔所属的省级选区为圣罗曼-德科尔博斯克县。

## 人口

1962-2008年间赛讷维尔人口变化图示

赛讷维尔于2022年1月1日时的人口数量为866人。